# Isabel Ströh

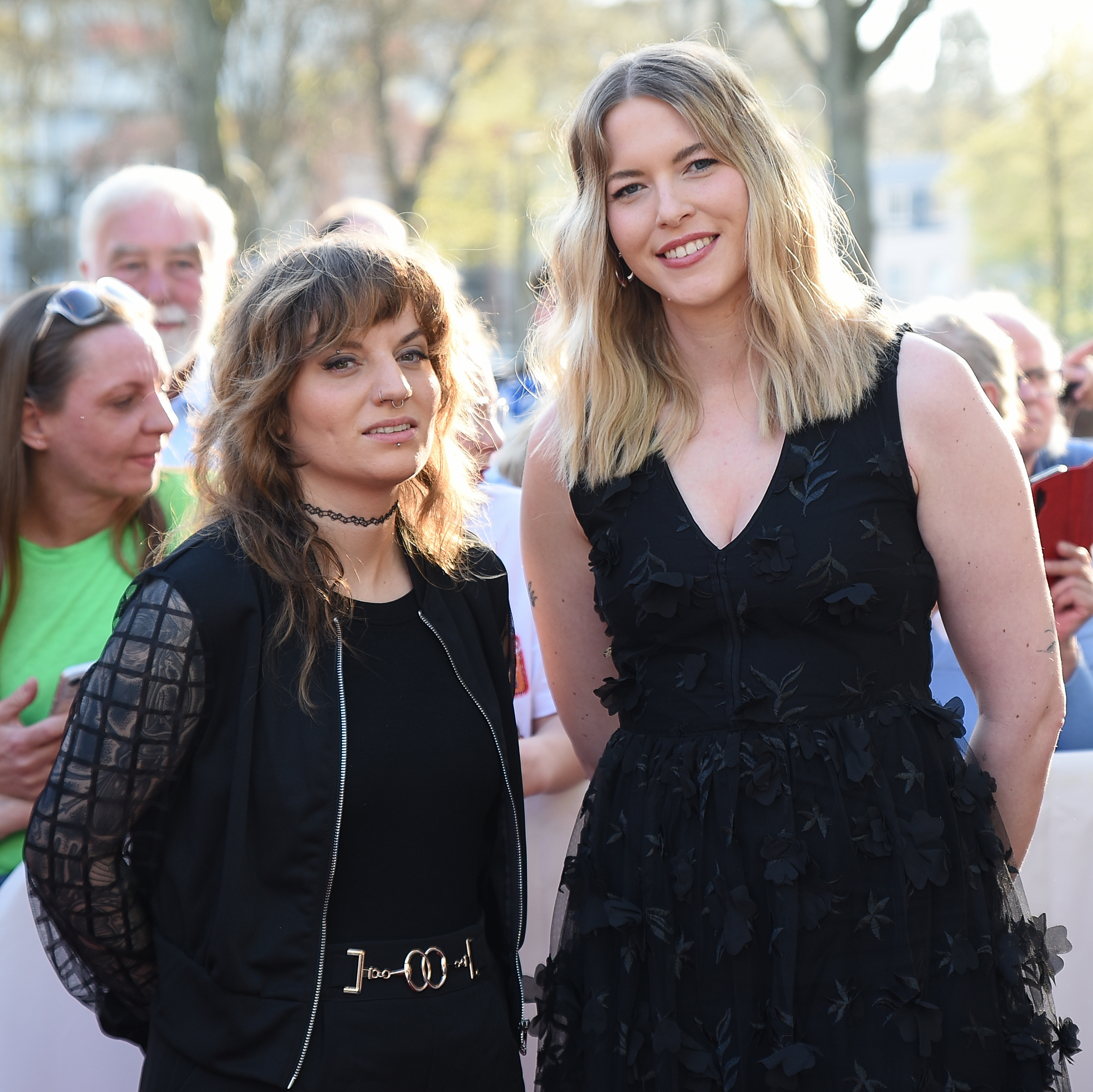
Isabell Beer (li.) und Isabel Ströh (re.) beim Grimmepreis 2025

Isabel Ströh (geboren 1993) ist eine deutsche Reporterin und Investigativjournalistin. Eines ihrer Hauptgebiete sind Recherchen im Bereich Online-Kriminalität und sexualisierte Gewalt gegen Frauen und Kinder, die sie zum Teil auch verdeckt durchführt.

## Lebens- und Berufsweg
Isabel Ströh hat nach ihrem Abitur von August 2012 bis Juli 2013 ein Freiwilliges Soziales Jahr im Deutschen Bundestag absolviert. Im Anschluss studierte sie Ernährungs- und Lebensmittelwissenschaften an der Christian-Albrechts-Universität Kiel und schloss im Jahr 2019 mit einem Master of Science in Ökotrophologie ab. Während des Studiums absolvierte sie journalistische Praktika bei Gruner + Jahr in Hamburg, wo sie für Essen & Trinken Beiträge verfasste, sowie bei ProSiebenSat.1 Media in Kiel. Ab 2019 volontierte sie beim Norddeutschen Rundfunk. Seitdem ist sie freiberuflich für verschiedene öffentlich-rechtliche Sendeformate als Reporterin und Investigativjournalistin tätig.

## Auszeichnungen
- 2025: Grimme-Preis für die Besondere Journalistische Leistung gemeinsam mit Isabell Beer für die Filme STRG_F Epic – Pädokriminelle im Stream: So sicher fühlen sich Täter und STRG_F – Das Vergewaltiger-Netzwerk auf Telegram (NDR/funk)[2]
- 2025: stern-Preis für Das Vergewaltiger-Netzwerk auf Telegram (STRG_F), gemeinsam mit Isabell Beer[3]
- 2025: Courage-Preis für aktuelle Berichterstattung vom Journalistinnenbund e.V. für Das Vergewaltiger-Netzwerk auf Telegram, gemeinsam mit Isabell Beer[4]

## Filmografie (Auswahl)
- 2022: Pflegekräfte packen aus: Warum kündigen Sie? (STRG_F, funk)
- 2023: Medizin-Influencer: Risiken und Nebenwirkungen (ZAPP, NDR)
- 2023: Brazilian Butt Lift: Wer macht die OP so gefährlich? (STRG_F, funk)
- 2023: Notfall Kinderklinik: Wenn kein Bett frei ist (Panorama, ARD)
- 2023: Unfall in der Hafencity: Angehörige fordern Aufklärung (Panorama 3, NDR)
- 2023: Inside ChampLife: So drängen sie Frauen auf OnlyFans (STRG_F, funk)
- 2024: Im Vergewaltiger-Netzwerk auf Telegram (STRG_F, funk)
- 2024: Pädokriminelle im Stream: So sicher fühlen sich Täter (STRG_F, funk)